# 贝尔纳克 (塔恩省)
贝尔纳克（法語：Bernac，法語發音：[bɛʁnak]）是法国奧克西塔尼大區塔恩省的一个市镇，属于阿尔比区。

## 地理
贝尔纳克（43°57'30"N, 2°1'29"E）面积5.54 平方千米，位于法国奧克西塔尼大區塔恩省，该省份为法国南部内陆省份，北起顺时针与阿韦龙省、埃罗省、奥德省、上加龙省和塔恩-加龙省接壤。
与贝尔纳克接壤的市镇（或旧市镇、城区）包括：卡斯泰尔诺-德莱维斯、塞斯泰罗尔、费萨克、拉巴斯蒂代德莱维。

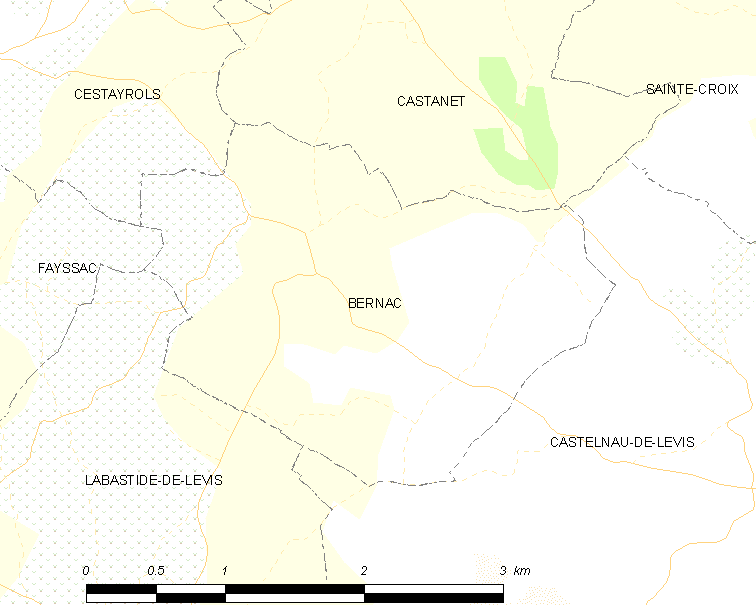
的OSM定位图

贝尔纳克的时区为UTC+01:00、UTC+02:00（夏令时）。

## 行政
贝尔纳克的邮政编码为81150，INSEE市镇编码为81029。

## 政治
贝尔纳克所属的省级选区为两岸县。

## 人口

1962-2008年间人口变化图示

贝尔纳克于2022年1月1日时的人口数量为185人。